# أولاد حسين (اجريات)
أولاد حسين هو دُوَّار يقع بجماعة شڭران، إقليم خريبكة، جهة بني ملال خنيفرة في المملكة المغربية. ينتمي الدوّار لمشيخة اجريات التي تضم 4 دواوير. يقدر عدد سكانه بـ 596 نسمة حسب الإحصاء الرسمي للسكان والسكنى لسنة 2004.

## روابط خارجية
- البوابة الوطنية للجماعات الترابية
- المندوبية السامية للتخطيط